# Joseph Ti-Kang
Joseph Ti-kang (chinês: 狄剛; Sinsiang, 7 de maio de 1928 - 29 de dezembro de 2022) foi o arcebispo católico emérito de Taipei.

## Carreira
Joseph Ti-kang foi ordenado sacerdote em 20 de dezembro de 1953 e incardinado no clero da Arquidiocese de Taipei.
Papa Paulo VI nomeou-o Bispo de Chiayi em 21 de junho de 1975. Foi ordenado bispo pelo Prefeito da Congregação para a Evangelização dos Povos, Cardeal Agnelo Rossi, em 22 de julho do mesmo ano; Os co-consagradores foram Joseph Kuo Joshih CDD, Arcebispo Emérito de Taipei, e Stanislaus Lo Kuang, Arcebispo de Taipei.
Em 3 de maio de 1985, o Papa João Paulo II o nomeou Bispo Coadjutor de Taipei. Após a renúncia de Joseph Cheng Tsai-fa, ele o sucedeu como Arcebispo de Taipei em 11 de fevereiro de 1989. Em 24 de janeiro de 2004, João Paulo II aceitou sua renúncia por motivos de idade.
De 1993 a 1999 foi presidente da Fu Jen Catholic University.

Joseph Ti-kang é Grão Prior da Tenência de Taiwan da Ordem Equestre do Santo Sepulcro de Jerusalém.